# 敷居
敷居（しきい）は、柱間の上下に水平に取り付けて襖や障子などの建具をはめ込む枠のうち下部にあたる部材。枠の上部にあたる鴨居とは対になっており、通常、建具を滑らせて開閉できる構造になっている。敷居、鴨居、長押を総称して内法物（うちのりもの）という。
敷居は一般的には溝を掘った横木である。ただし筋溝のない無目敷居もあり、開き戸や開き障子、建具を用いない仕切りを用いる床面に施される。なお『和名抄』では門（門限）の意味をもつとしており、「閾」の字を当て「しきい」または「しきみ」ということもある。

## 構造

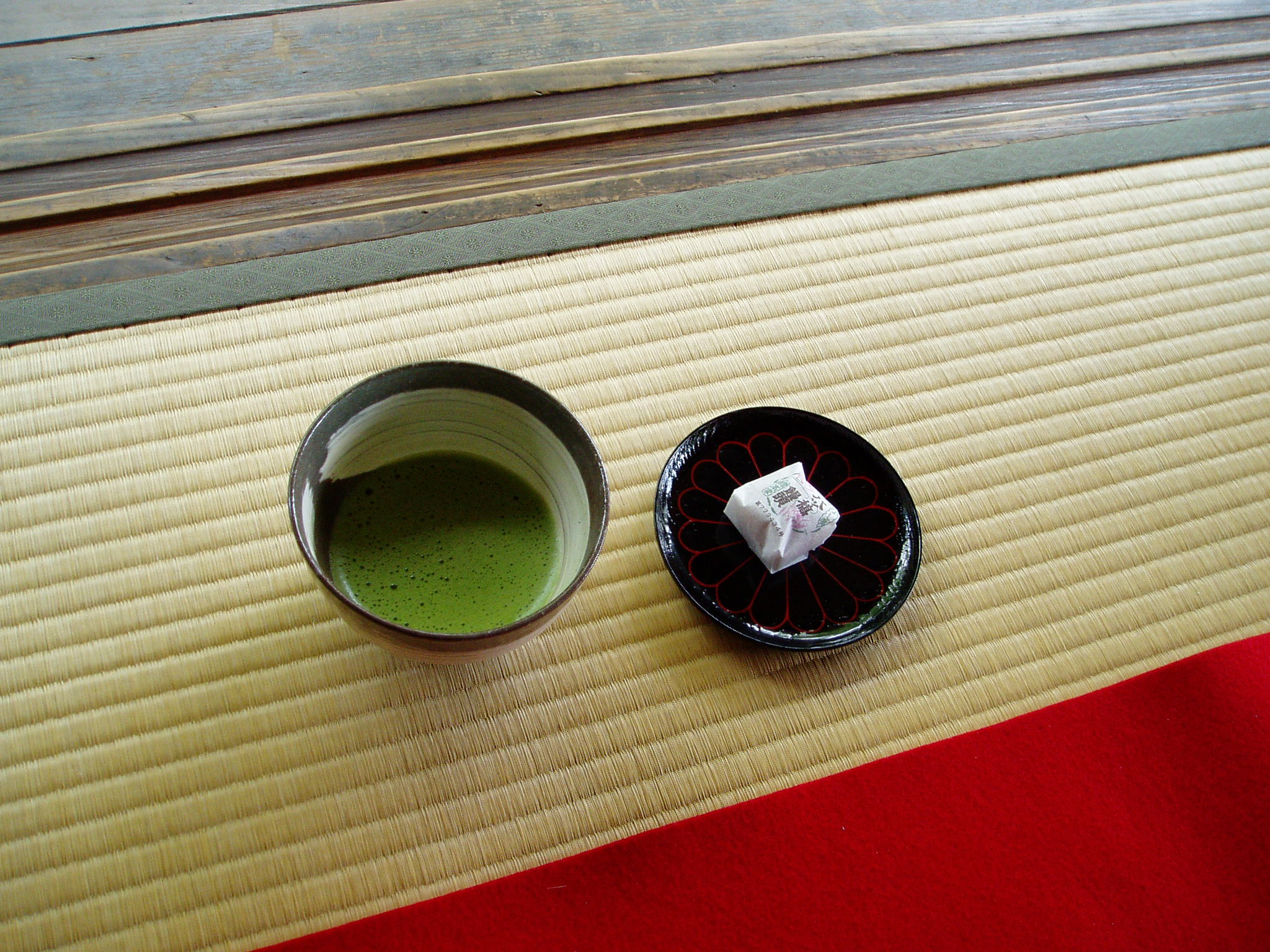
畳と板敷きの間にあるのが敷居（実光院）

敷居の材料には、松のほか、檜、桜、栂、胡桃なども用いられる。溝の摩滅を防ぐために溝底を樫材で埋木する場合もある。
敷居の取り付けは、一端を目違い入れ、他端を横栓としたり（片目違片横栓）、待ちほぞや横栓を組み合わせて堅固に取り付ける。開き戸などでは、下枠（靴摺り）といい、床との境界を正確に収める必要がある。
敷居は建具を滑らせて開閉できる構造である。そのためすべりにくい場合は、蝋を塗ったり、専用のシールテープを貼ったり、専用のスプレーを吹き付けることで滑りをよくする。
敷居には無目敷居（筋溝のない敷居）、薄敷居（厚みが普通の敷居の八分程の敷居）、差敷居（上がり框の上端に用いる敷居）、一筋敷居（筋溝が一条で引戸などをはめ込むための敷居）などの種類がある。なお、バリアフリーを行った住宅や施設などでは床に敷居を用いない場合もある。

## 歴史
古い時代の日本の家屋は、開き戸かあげ戸が一般的であり、引き戸ひいては引き戸に必要な敷居は用いられていなかった。敷居が一般化するのは、室町時代後期に個々の部屋を仕切る書院造が確立し、引き戸が用いられるようになってからであり、武家社会の浸透とともに普及した。

## 文化
礼儀作法において、敷居は踏んではいけないものとされているが、それほど古いものではない。地方の習俗では、栃木県では敷居に神様がいるあるいは敷居は親（主人）の頭にあたるとして踏むことが憚られた。元々は、敷居を保護する目的で（床下からの攻撃を防ぐため等の口実をつけて）、広まったものと考えられている。

## 慣用句
室内空間を隔てる境界としての要素を持ち、慣用句としてもよく用いられるが、「ハードルが高い」の意味で「敷居が高い」を用いるのは本来の用法ではないとされていた。しかし、2018年1月に発行された広辞苑第七版で「高級で入りにくい」という内容の記述が追加されている。
さらに、この新しい意味の対義語として「敷居が低い」と言う言葉も生まれている。
このほか、他人の住居に入る場合に、「敷居をまたぐ」という使われ方をする。